# Personnalité passive
 (janvier 2019).
Le principe de personnalité passive en droit international permet, sous certaines conditions, de poursuivre l'auteur d'une infraction dans le cadre d'une juridiction du pays d'origine des victimes de ces agissements.